# كنباث حرجي
كنباث حرجي أو ذنب الخيل الحرجي (الاسم العلمي: Equisetum sylvaticum) هو نوع من السراخس يتبع جنس الكنباث من فصيلة الكنباثية.